# I Need Your Love (canción de Boston)
«I Need Your Love» —en español: «Necesito tu amor»— es una canción de la banda estadounidense de rock Boston.  Fue escrita por Tom Scholz y Fred Sampson. Se encuentra originalmente como el primer tema del álbum Walk On, lanzado en 1993 por MCA Records.

## Lanzamiento y recepción
El sencillo fue publicado en formato de disco compacto en 1993 por MCA Records, siendo el primero de Walk On.  Fue producido por Tom Scholz. En este CD se enlistaron dos melodías adicionales: «We Can Make It» y «The Launch» —traducido del inglés: «Podemos hacerlo» y «El lanzamiento»—, la primera compuesta por Scholz, David Sikes y Bob Cedro, en tanto en la segunda pista el autor es Scholz.
En 1994, «I Need Your Love» obtuvo una buena aceptación del público, logro que se vio reflejado al entrar en tres listados del Billboard.  En el Billboard Hot 100, este tema se posicionó en el 51.º lugar.

## Ediciones promocionales
Existen dos versiones de promoción de este sencillo y aunque ambas tengan  canciones con el mismo nombre, se diferencian entre sí. Una de ellas enlista la canción sin la introducción de la versión editada para el sencillo,  mientras que la otra numera el tema que se publicó en el álbum.

## Lista de canciones
| Versión comercial |                                                                             |                                  |          |  |
| N.º               | Título                                                                      | Escritor(es)                     | Duración |  |
| 1.                | «I Need Your Love»                                                          | Tom Scholz / Fred Sampson        | 4:05     |  |
| 2.                | «We Can Make It»                                                            | Scholz / David Sikes / Bob Cedro | 5:24     |  |
| 3.                | «The Launch - a. “Countdown” - b. “Ignition” - c. “Third Stage Separation”» | Tom Scholz                       | 2:49     |  |
| 12:18             |                                                                             |                                  |          |  |

| Versión promocional extendida |                                                  |                  |          |  |
| N.º                           | Título                                           | Escritor(es)     | Duración |  |
| 1.                            | «I Need Your Love» (edición normal del sencillo) | Scholz / Sampson | 4:05     |  |
| 2.                            | «I Need Your Love» (edición del álbum)           | Scholz / Sampson | 5:33     |  |
| 9:38                          |                                                  |                  |          |  |

| Versión promocional reducida |                                                  |                  |          |  |
| N.º                          | Título                                           | Escritor(es)     | Duración |  |
| 1.                           | «I Need Your Love» (edición más corta)           | Scholz / Sampson | 3:54     |  |
| 2.                           | «I Need Your Love» (edición normal del sencillo) | Scholz / Sampson | 4:05     |  |
| 7:59                         |                                                  |                  |          |  |

## Créditos
- Fran Cosmo — voz principal y coros
- Tom Scholz — guitarra, bajo, batería, piano, órgano, teclados, clavinet y aplausos
- Gary Pihl — guitarra y aplausos
- David Sikes — bajo y coros
- Doug Hoffman — batería
- Bob Cedro — guitarra, efectos de sonido y aplausos
- Tommy Funderburk — coros
- Matt Belyea — aplausos

## Listas
| Año  | País           | Lista                            | Posición máxima |
| ---- | -------------- | -------------------------------- | --------------- |
| 1994 | Estados Unidos | Billboard Hot 100                | 51.º            |
| 1994 | Estados Unidos | Billbosrd Mainstream Rock Tracks | 4.º             |
| 1994 | Estados Unidos | Billboard Top 40 Mainstream      | 35.º            |